# Thomas Neubauer (Rennfahrer)

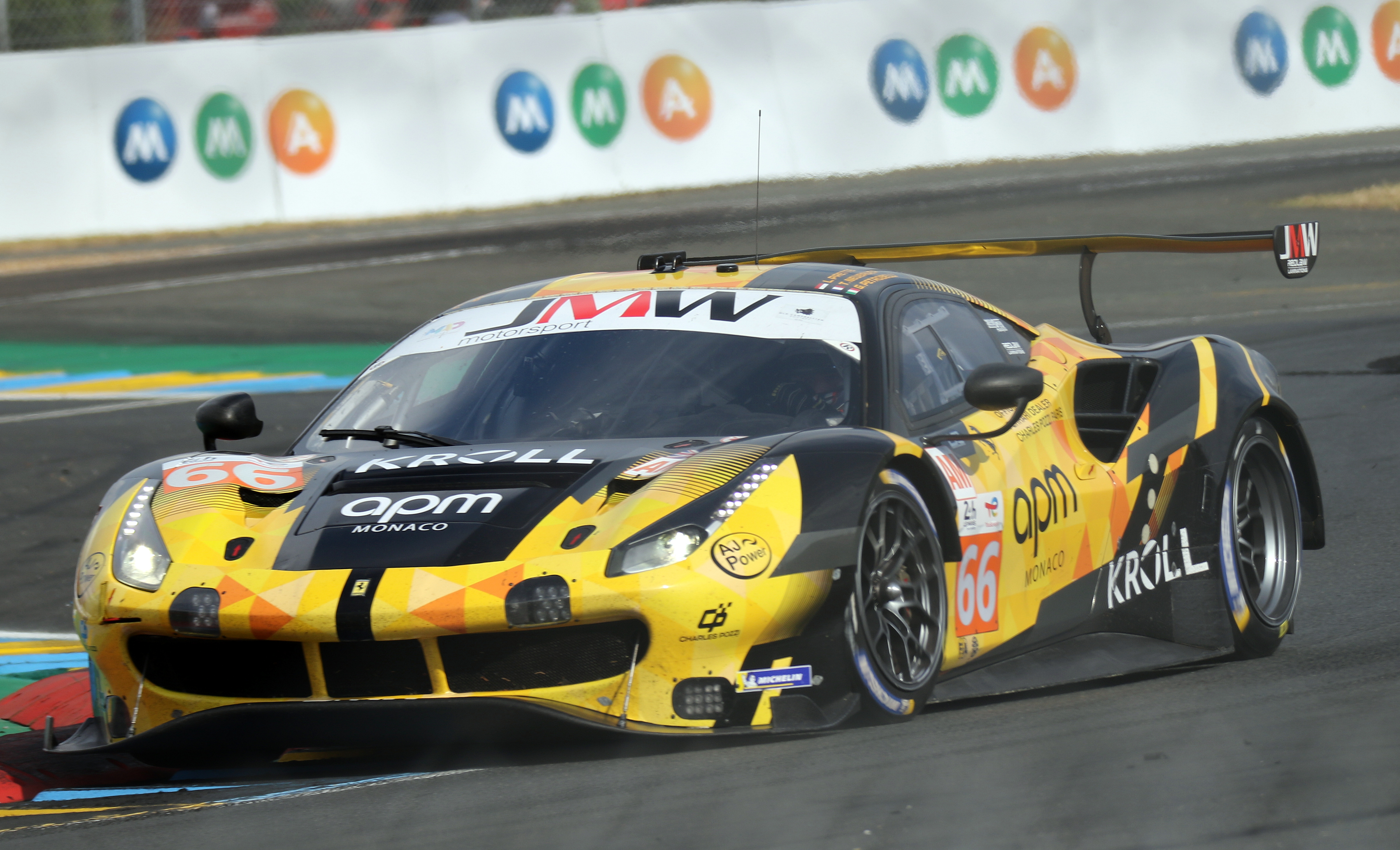
Der Ferrari 488 GTE Evo von Thomas Neubauer, Giacomo Petrobelli und Louis Prette beim 24-Stunden-Rennen von Le Mans 2023

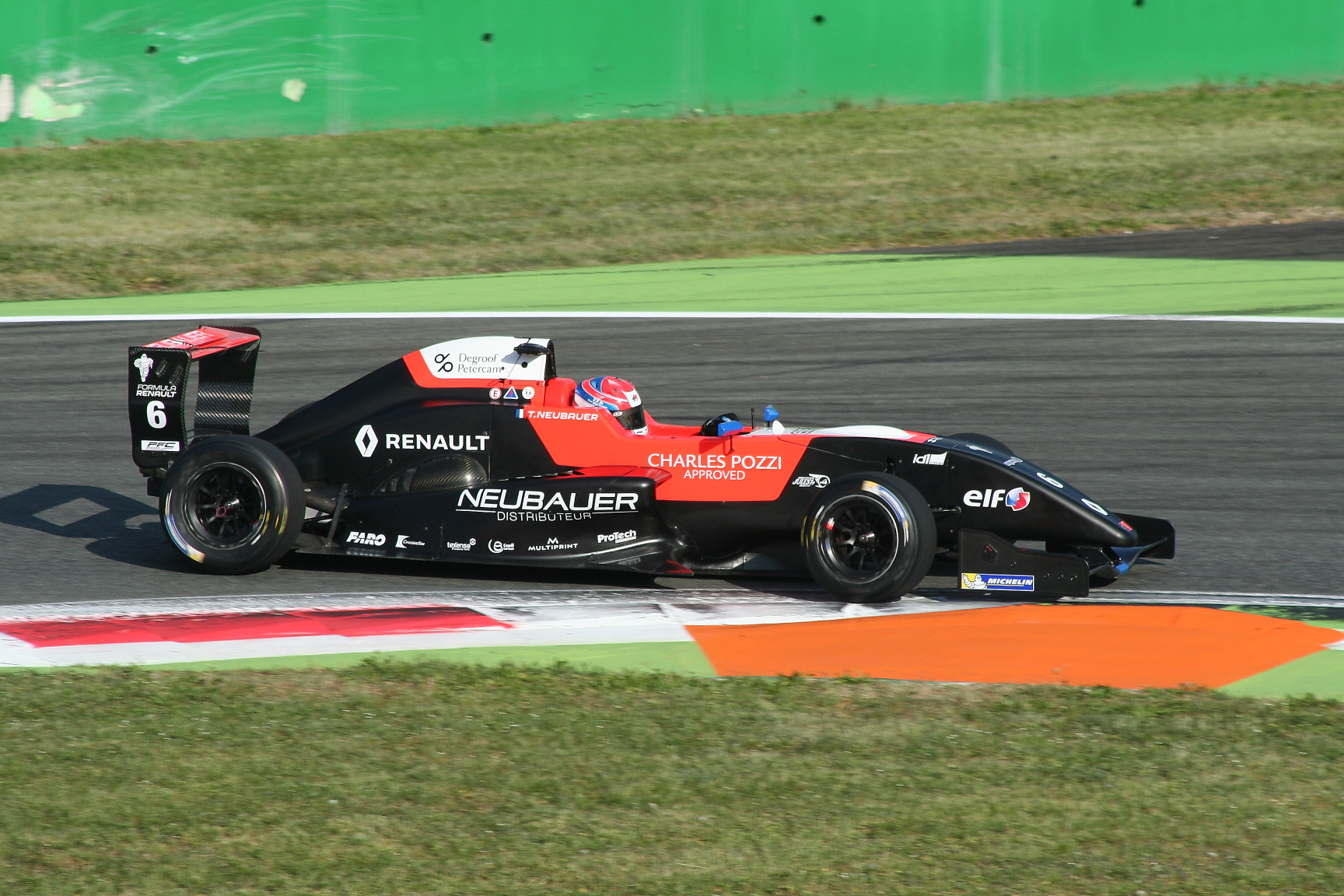
Thomas Neubauer im Formel Renault 2.0 Eurocup 2017

Thomas Neubauer (* 8. Juni 1999 in Paris) ist ein französischer Autorennfahrer.

## Ausbildung
Im Unterschied zu den meisten Rennfahrern seiner Generation begann Thomas Neubauer erst im Teenageralter mit dem Motorsport. Während viele Fahrer bereits mit sechs Jahren erste Erfahrungen im Kartsport sammelten, war er bereits 13 Jahre alt, als er erstmals mit einem Kart in Berührung kam. Vorrang hatte seine Ausbildung. Nach dem Abitur studierte er Sportwissenschaft an der École de management Paris La Défense.

## Karriere als Rennfahrer
Das erste Jahr als Vollzeitfahrer hatte Thomas Neubauer 2017, als er vor dem Beginn seines Studiums 23 Rennen im Formel Renault Eurocup und 15 in der Toyota Racing Series bestritt. Um an der Toyota Series teilnehmen zu können, musste er den europäischen Winter in Neuseeland verbringen.
Da die Rennstarts in den Monopostoserien nicht den gewünschten Erfolg brachten, wechselte er 2019 in den GT-Sport. Er startete in der Ferrari Challenge Europe, die er 2019 als Sechster (Meister Louis Prette) und 2020 als Fünfter beendete (Meister Emanuele Maria Tabacchi vor Fabienne Wohlwend). Unterstützt wurde er dabei vom französischen Ferrari-Importeur Charles Pozzi S.A., dem Unternehmen des 2001 verstorbenen Rennfahrers Charles Pozzi.

## Statistik

### Le-Mans-Ergebnisse
| Jahr | Team           | Fahrzeug            | Teamkollege        | Teamkollege   | Platzierung | Ausfallgrund |
| ---- | -------------- | ------------------- | ------------------ | ------------- | ----------- | ------------ |
| 2021 | JMW Motorsport | Ferrari 488 GTE Evo | Jody Fannin        | Rodrigo Sales | Ausfall     | Unfall       |
| 2023 | JMW Motorsport | Ferrari 488 GTE Evo | Giacomo Petrobelli | Louis Prette  | Ausfall     | Unfall       |

### Einzelergebnisse in der FIA-Langstrecken-Weltmeisterschaft
| Saison | Team           | Rennwagen       | 1   | 2   | 3   | 4   | 5   | 6   | 7   |
| ------ | -------------- | --------------- | --- | --- | --- | --- | --- | --- | --- |
| 2021   | JMW Motorsport | Ferrari 488 GTE | SPA | POR | MON | LEM | BAH | BAH |     |
| 2021   | JMW Motorsport | Ferrari 488 GTE | DNF |     |     |     |     |     |     |
| 2023   | JMW Motorsport | Ferrari 488 GTE | SEB | POR | SPA | LEM | MON | FUJ | BAH |
| 2023   | JMW Motorsport | Ferrari 488 GTE | DNF |     |     |     |     |     |     |